# Sérendibite
La sérendibite est un minéral de silicate extrêmement rare, découvert en 1902 au Sri Lanka et nommé d'après Serendib, l'ancienne appellation arabe du Sri Lanka. 
Le minéral se trouve dans les skarns associés au métasomatisme du bore des roches carbonatées où le granite a pénétré. La sérendibite se trouve associée à des minéraux comme le diopside, le spinelle, la phlogopite, la scapolite, la calcite, la trémolite, l'apatite, la grandidierite, la sinhalite, l'hyalophane, l'uvite, la pargasite, la clinozoïsite, la forstérite, la warwickite et le graphite. 

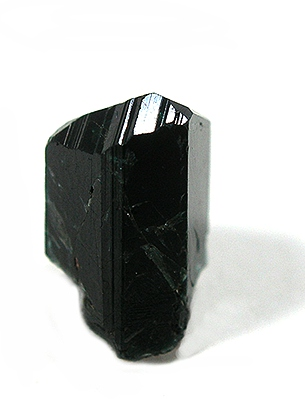
Cristal de Mogok, Birmanie, taille : 1 cm x 0,7 cm x 0,7 cm.

Son symbole IMA est Ser.